# SWR3
SWR3 est une station de radio musicale régionale publique de la Südwestrundfunk. Elle est lancée le 30 août 1998, à la suite de la fusion de la troisième radio de la Südwestfunk (SWF3 (de)), et de celle de la Süddeutscher Rundfunk (de) (SDR3 (de)). Diffusée depuis la SWR-Funkhaus de Baden-Baden, elle diffuse également des programmes produits par les studios régionaux de Stuttgart, de Mayence, et de Mannheim.
Selon la Media-Analyse II/2013, SWR3 est écoutée par près de 4 millions d'auditeurs par jour, ce qui en fait la radio musicale publique la plus écoutée en Allemagne.

## Histoire
La station est créée par suite de la fusion de la SDR et de la SWF dans la SWR, en remplacement de SDR3 et SWF3. Le lancement de SWR3 a lieu le 30 août 1998. Mais depuis le 23 août midi, et tout au long de la semaine qui va suivre, un programme commun fut proposé par SDR3 et SWF3. Il s'agissait d'un hit-parade des auditeurs des deux stations qui avait pour titre SWR3-Start ins Wildall (SWR3-Lancement à Wildall). Start ins Wildall était également un festival musical gratuit, organisé à l'occasion du lancement de SWR3 à l'aéroport de Karlsruhe Baden-Baden, près de Baden-Baden. Le lancement officiel de la station est fait par le chanteur Herbert Grönemeyer. C'est l'une de ses chansons, Bleibt alles anders (Tout reste différent), qui est la première à être diffusée sur SWR3. Michael Reufsteck (de) présente durant la nuit suivante SWR3 Luna, la première émission régulière de la nouvelle station.

## Diffusion
SWR3 est diffusée par modulation de fréquence, par câble et par diffusion audionumérique dans le Bade-Wurtemberg et la Rhénanie-Palatinat.
Avec une diffusion numérique très large, SWR3 peut être reçue sur le canal 11B au Bade-Wurtemberg et sur le canal 11A en Rhénanie-Palatinat. Il est aussi possible de la recevoir à Berlin et ses environs, sur le canal 7D via l'émetteur de Scholzplatz et celui de la Fernsehturm de Berlin.
Elle est également diffusée par satellite en DVB-S par Astra 1H et sur Internet.

### Régionalisation
Durant les premières années de la station, des décrochages sont proposés en plus du programme normal sous le nom de « Metro-Fenster ». D'une durée d'une heure pour certaines (Metro Rhein-Neckar à Heidelberg, Metro Rhein-Main à Mayence), ou 6 heures pour celle de Stuttgart (Metro Stuttgart), elles été diffusées sur des fréquences FM dans des zones urbaines ciblés. Quant aux autres fréquences FM, elles servaient à diffuser le programme normal de SWR3 diffusé depuis Baden-Baden. Pour les « Metro-Fenster » d'une durée d'une heure, c'est la première heure de l'émission Club qui été régionalisée. Cependant, pour la « Metro-Fenster » de Stuttgart d'une durée plus longue, elle comprenait également l'émission Radio-Primetime, diffusée en semaine de 6 h à 9 h, et l'après-midi de 16 h à 20 h.

## Identité visuelle

### Logos

Premier logo de SWR3 de 1998 à 2004
Deuxième logo de SWR3 de 2004 à [Quand ?]
Logo de SWR3 jusqu'en 2014
Logo de SWR3 depuis 2014 (variante monochrome rouge du précédent)